# Annika Lott
Annika Lott (* 7. Dezember 1999 in Henstedt-Ulzburg) ist eine deutsche Handballspielerin, die für den französischen Erstligisten Brest Bretagne Handball aufläuft.

## Karriere

### Im Verein
Annika Lott erlernte das Handballspielen in ihrem Geburtsort beim SV Henstedt-Ulzburg. Nachdem Lott als damalige C-Jugendliche in der Saison 2013/14 für die B-Jugend der JSG Alstertal/Norderstedt aufgelaufen war, kehrte sie wieder zum SV Henstedt-Ulzburg zurück. Mit dem SVHU gewann sie 2015 die Bronzemedaille bei der deutschen B-Jugendmeisterschaft. Im Jahre 2016 wechselte die Rückraumspielerin zu Bayer 04 Leverkusen. Ein Jahr später wurde Lott mit der A-Jugend deutsche Vizemeisterin und wurde zusätzlich zur besten Spielerin des Final-Four-Turniers gewählt. 2018 gewann sie mit Bayer 04 Leverkusen die deutsche A-Jugendmeisterschaft. Zusätzlich lief sie ab 2016 für die 2. Mannschaft von Bayer 04 Leverkusen in der 3. Liga auf.
Lott wechselte zur Saison 2018/19 zum deutschen Bundesligisten Buxtehuder SV. Bei ihrem Bundesligadebüt am 8. September 2018 erzielte sie sechs Treffer. Ab der Spielzeit 2022/23 lief sie für den Thüringer HC auf. Lott gewann mit 86 Treffern die Torschützenkrone der EHF European League 2022/23. Seit dem Sommer 2024 steht sie beim französischen Erstligisten Brest Bretagne Handball unter Vertrag.

### In Auswahlmannschaften
Lott lief für die deutsche Jugend- sowie Juniorinnennationalmannschaft auf. Mit diesen Auswahlmannschaften nahm sie an der U-17-Europameisterschaft 2015, an der U-19-Europameisterschaft 2017 und an der U-20-Weltmeisterschaft 2018 teil. Am 3. Oktober 2020 gab Lott ihr Debüt in der deutschen Nationalmannschaft. Im Spiel gegen die Niederlande erzielte sie einen Treffer.
Sie stand im deutschen Kader der Handball-Europameisterschaft 2020 und 2022. Bei der Weltmeisterschaft 2023 wurde sie in acht von neun Spielen eingesetzt und war mit 19 Toren sechstbeste Werferin im deutschen Team. Im Spiel gegen Rumänien erzielte sie geteilt die meisten deutschen Tore. Im Jahr 2024 nahm sie an den Olympischen Spielen in Paris teil.